# Pantala hymenaea
Pantala hymenaea ist neben Pantala flavescens die zweite Libellenart der Gattung Pantala aus der Unterfamilie Pantalinae. Das Verbreitungsgebiet reicht dabei von Kanada bis Argentinien. Zuerst beschrieben wurden sie 1839 durch Thomas Say, der die Art damals noch mit Libellula hymenea bezeichnete.
Der Holotyp, ein Weibchen aus Indiana, ging verloren.

## Merkmale
Pantala hymenaea wird bis zu fünf Zentimeter lang
und erreicht Flügelspannweiten zwischen 7,2 Zentimeter und 8,4 Zentimeter. Die Vorderseite des Kopfes ist beim männlichen Tier rötlich und trägt rötlich-braune Augen. Das Weibchen hat hingegen ein gelbes Gesicht.
Außerdem hat sie am Flügelansatz einen dunklen Fleck, was ihr auch zu dem englischen Namen Spot-winged Glider verholfen hat. Ansonsten sind die Flügel durchsichtig.